# 新潟市ジュニア邦楽合奏団
新潟市ジュニア邦楽合奏団（にいがたしジュニアほうがくがっそうだん）は日本の公立児童邦楽合奏団。事務局はりゅーとぴあ。1995年に結成された。略称はJr.邦楽（ジュニア邦楽）。

## 概要
1995年に新潟市の箏教室から始まり、三味線や尺八が加わり今の形になった。団員は40人程度である。
毎年7月もしくは8月の定期演奏会と3月のスプリングコンサートなどを行っている。
指揮は鯨岡徹。